# Emesis angularis
Emesis angularis is een vlindersoort uit de familie van de prachtvlinders (Riodinidae), onderfamilie Riodininae.
Emesis angularis werd in 1870 beschreven door Hewitson.